# Suicide Club (film, 1997)
Pour les articles homonymes, voir Suicide Club.
Pour plus de détails, voir Fiche technique et Distribution.
Suicide Club (The Last Time I Committed Suicide) est un film américain réalisé par Stephen T. Kay, sorti en 1997.

## Synopsis
Le film, basé sur une lettre de Neal Cassady à Jack Kerouac, suit la vie de Cassady avant et après la tentative de suicide de sa compagne Joan.

## Fiche technique
- Titre : Suicide Club
- Titre original : The Last Time I Committed Suicide
- Réalisation : Stephen T. Kay
- Scénario : Stephen T. Kay d'après la lettre de Neal Cassady
- Musique : Tyler Bates
- Photographie : Bobby Bukowski
- Montage : Dorian Harris
- Production : Edward Bates et Louise Rosner
- Société de production : Bates Entertainment, Tapestry Films et The Kushner-Locke Company
- Pays :  États-Unis
- Genre : Biopic et romance
- Durée : 92 minutes
- Dates de sortie : 
  -  États-Unis : 20 juin 1997
  -  France : mars 2001

## Distribution
- Thomas Jane : Neal Cassady
- Keanu Reeves : Harry
- Adrien Brody : Ben
- John Doe : Lewis
- Claire Forlani : Joan
- Jim Haynie : Jerry
- Marg Helgenberger : Lizzy
- Lucinda Jenney : Rosie Trickle
- Gretchen Mol : Mary Greenway
- Pat McNamara : le père Fletcher
- Kate Williamson : l'infirmière Waring
- Cristine Rose : Mme. Greenway
- Meadow Sisto : Sarah
- Amy Smart : Jeananne
- Alexandra Holden : Vicky
- Clark Gregg : un policier

## Distinctions
Le film a été présenté au festival du film de Sundance où il a été signé par le distributeur Roxie Releasing.